# Apogon quadrisquamatus
Apogon quadrisquamatus är en fiskart som beskrevs av Longley, 1934. Apogon quadrisquamatus ingår i släktet Apogon och familjen Apogonidae. Inga underarter finns listade i Catalogue of Life.